# Ticinói labdarúgó-válogatott
A Ticinói labdarúgó-válogatott Ticino kanton csapata, amelyet a Ticinói labdarúgó-szövetség irányít.

## Történelem
A Ticinói labdarúgó-szövetség 2022-ben csatlakozott a ConIFA-hoz.

## Szereplések
| Év        | Helyezés                  | M                         | Gy                        | D                         | V                         | RG                        | KG                        |
| --------- | ------------------------- | ------------------------- | ------------------------- | ------------------------- | ------------------------- | ------------------------- | ------------------------- |
| 2015      | Nem volt ConIFA tag       | Nem volt ConIFA tag       | Nem volt ConIFA tag       | Nem volt ConIFA tag       | Nem volt ConIFA tag       | Nem volt ConIFA tag       | Nem volt ConIFA tag       |
| 2017      | Nem volt ConIFA tag       | Nem volt ConIFA tag       | Nem volt ConIFA tag       | Nem volt ConIFA tag       | Nem volt ConIFA tag       | Nem volt ConIFA tag       | Nem volt ConIFA tag       |
| 2019      | Nem volt ConIFA tag       | Nem volt ConIFA tag       | Nem volt ConIFA tag       | Nem volt ConIFA tag       | Nem volt ConIFA tag       | Nem volt ConIFA tag       | Nem volt ConIFA tag       |
| 2021      | Nem került megrendezésre. | Nem került megrendezésre. | Nem került megrendezésre. | Nem került megrendezésre. | Nem került megrendezésre. | Nem került megrendezésre. | Nem került megrendezésre. |
| 2023      |                           |                           |                           |                           |                           |                           |                           |
| Összesen: | -                         | 0                         | 0                         | 0                         | 0                         | 0                         | 0                         |